# Jacob Duck
Jacob Duck (Utrecht, 1600 circa – L'Aia, dopo il 1660) è stato un pittore olandese.

## Biografia
Pittore di genere, allievo di Droochsloot; fu maestro della gilda dei pittori di Utrecht nel 1630 e nel 1632. Nel 1656 si trasferì all'Aia e vi restò fino alla morte.
Dipinse numerose scene di vita militare; tra queste si ricordano:
- Scuderia con soldati,
- Soldati in un fienile,
- Soldati che giocano a carte,
- Deposito del bottino, Louvre, Parigi;
- Corpo di guardia, Staatsgalerie Stuttgart, Stoccarda.

Eseguì anche scene di vita borghese, che risultano influenzate da Pieter Codde; tra queste sono particolarmente degni di nota:
- Riunione musicale e danzante, Alte Pinakothek, Monaco di Baviera;
- Divertimento musicale, Gemäldegalerie Alte Meister, Dresda.